# Atzenduerrenbach
Der Atzenduerrenbach (auch Ruisseau l’Altenduerrenbach) ist ein gut zwei Kilometer langer rechter Zufluss des Soultzbaches im Elsass.

## Geographie

### Verlauf
Der Atzenduerrenbach entspringt in zwei Quellästen im Bois de Langensoultzbach östlich von Nehwiller in den Nordvogesen. Der nördliche Hauptquellast entspringt auf einer Höhe von ungefähr 280 m und vereinigt sich nach knapp 400 m mit dem südlichen rechten Quellast.
Der vereinigte Bach fließt zunächst in Richtung Osten. Beim Maison forestière Mattermannsbronn wendet er sich südostwärts und fließt westlich am Schlossberg vorbei und mündet schließlich am Südrand von Langensoultzbach auf einer Höhe von ungefähr 184 m von rechts in den Soultzbach.

### Einzugsgebiet
Das Einzugsgebiet des Atzenduerrenbachs besteht zu 19,30 % aus landwirtschaftliches Gebiet, zu 78,20 % aus Waldflächen und zu 2,95 % aus bebauten Flächen.
.

### Orte
- Langensoultzbach